# Renault RS10
O RS10 é o modelo da Renault da temporada de 1979 da Fórmula 1. Condutores: Jean-Pierre Jabouille e René Arnoux.
No GP da França, Jabouille vencia pela primeira vez na carreira assim como do time francês na categoria. 

## Resultados[1]
(legenda) (em negrito indica pole position e itálico volta mais rápida)
|      |      |                              |   |    |                       |     |     |     |     |     |     |     |     |     |     |     |     |     |     |     |     |    |  |  |
|      |      |                              |   |    |                       | ARG | BRA | RSA | USW | ESP | BEL | MON | FRA | GBR | GER | AUT | NED | ITA | CAN | USA |     |    |  |  |
| 1979 | RS10 | Renault-Gordini EF1 V6 Turbo | M | 15 | Jean-Pierre Jabouille |     |     |     |     | Ret | Ret | 8   | 1   | Ret | Ret | Ret | Ret | 14  | Ret | Ret | 261 | 6° |  |  |
| 1979 | RS10 | Renault-Gordini EF1 V6 Turbo | M | 16 | René Arnoux           |     |     |     |     |     |     | Ret | 3   | 2   | Ret | 6   | Ret | Ret | Ret | 2   | 261 | 6° |  |  |

↑1  Da Argentina até Oeste dos Estados Unidos (Jabouille) e da Argentina até Bélgica (Arnoux) utilizaram o RS01.